# دوبوني

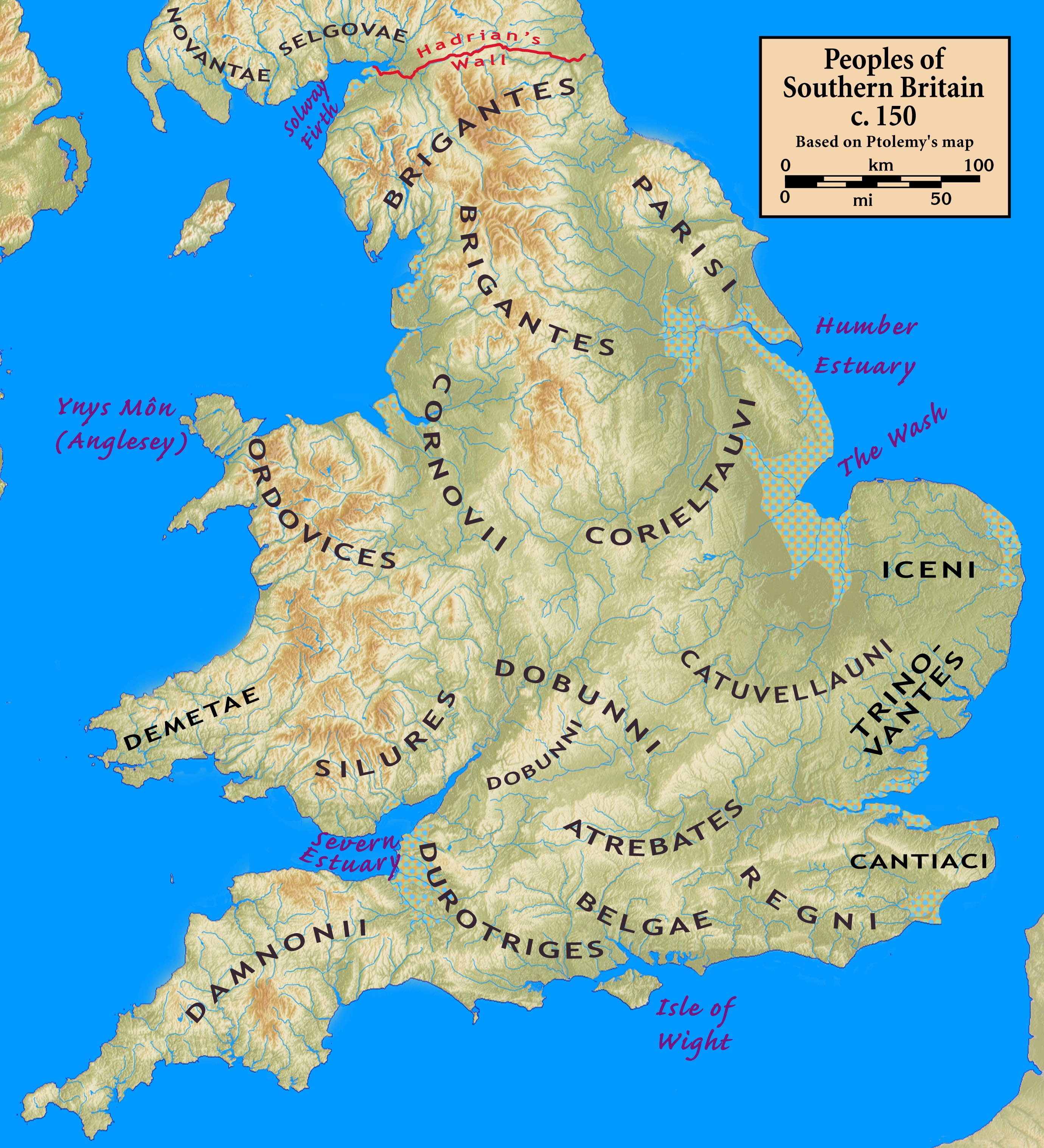
قبائل السلتيك في جنوب بريطانيا - وتظهر قبيلة دوبوني وجيرانها

كانت قبيلة الدوبوني إحدى قبائل العصر الحديدي التي عاشت في الجزر البريطانية قبل الغزو الروماني لبريطانيا. وهناك سبع إشارات معروفة للقبيلة في التاريخ والنقوش الرومانية.  